# Стоун Маунтин (Џорџија)
Стоун Маунтин (Џорџија) (енгл. Stone Mountain) град је у америчкој савезној држави Џорџија. По попису становништва из 2010. у њему је живело 5.802 становника.

## Демографија
Према попису становништва из 2010. у граду је живело 5.802 становника, што је 1.343 (18,8%) становника мање него 2000. године.
| Група             | 2000.         | 2010.         |
| Белци             | 1.645 (23,0%) | 884 (15,2%)   |
| Афроамериканци    | 4.945 (69,2%) | 4.365 (75,2%) |
| Азијати           | 140 (2,0%)    | 194 (3,3%)    |
| Хиспаноамериканци | 292 (4,1%)    | 308 (5,3%)    |
| Укупно            | 7.145         | 5.802         |